# Maurice Lippens
Maurice Robert Josse Marie Ghislain graaf Lippens (Knokke, 9 mei 1943) is een Belgisch voormalig bankier en bestuurder. Hij was voorzitter van de raad van bestuur van de bank Fortis van 1990 tot 2008.

## Levensloop

### Familie
Maurice Lippens is een telg uit de familie Lippens. Hij is een zoon van Léon Lippens, burgemeester van Knokke, en diens nicht Suzanne Lippens. Zijn grootvader was liberaal politicus en gouverneur-generaal van Belgisch-Congo Maurice August Lippens, die in 1921 in de adelstand werd verheven en in 1936 de persoonlijke titel van graaf kreeg. Zijn broer Leopold Lippens was burgemeester van Knokke-Heist.
In 1998 werd hem de adellijke titel van graaf, overerfbaar op zijn nakomelingen, verleend.

### Studies en carrière
Lippens liep school aan het Sint-Pieterscollege in Ukkel en promoveerde in 1967 tot licentiaat in de rechten aan de Université libre de Bruxelles en verwierf in 1972 de graad van MBA aan de Harvard Business School in de Verenigde Staten.
Tussen zijn rechtenstudie en zijn militaire dienst vervulde hij een opdracht bij de Maatschappij voor Hoogzeevisserij (vijf maanden in Zuid-Afrika), gevolgd door stages bij de Bank van Parijs en de Nederlanden (financiële analyse) en bij de Generale Bankmaatschappij (financiële directie). Na het behalen van een MBA aan de Harvard Business School werd hij directeur bij achtereenvolgens Scienta, Société Européenne de Venture Capital (aandeelhouders: Groep Agnelli, N M Rothschild & Sons, Generale Maatschappij van België, Bosch en Paribas). Vervolgens nam hij in eigen naam een onderneming over in Brussel, waarvan de voornaamste afdeling werd doorverkocht in 1979.

### Fortis
In 1981 vervoegde hij de AG Groep. Hij werd er achtereenvolgens gedelegeerd bestuurder (1983) en voorzitter-gedelegeerd bestuurder (1988). AG Groep ging in 1990 op in Fortis Verzekeringen onder de naam Fortis AG. Lippens werd voorzitter van de raad van bestuur van bank-verzekeraar Fortis dat jaar. Hij vormde er een tandem met Valère Croes.
Op 28 september 2008 moest Lippens ontslag nemen als gevolg van een compromis tussen de Nederlandse, Belgische en Luxemburgse regeringen. Zijn verkeerde inschatting van de financiële markten had massa's beleggers veel geld gekost. De aankoop van ABN AMRO in onzekere markttijden was volgens zijn critici onverantwoord en had direct tot de benarde positie van Fortis geleid.
De Nederlandse, Belgische en Luxemburgse regeringen besloten over te gaan tot een kapitaalsinjectie van 11,2 miljard euro door Fortis-aandelen over te kopen, in de hoop zo de koers van het aandeel Fortis te stabiliseren. Het Fortis-aandeel was als gevolg van de wereldwijde kredietcrisis en de te onzeker gefinancierde overname van ABN AMRO de beursweek ervoor zwaar onder druk komen te staan en had al een groot deel van haar waarde verloren. Lippens' ontslag moest daarbij symbool staan voor de kentering bij Fortis. De kapitaalsinjectie werd echter enkele dagen later teruggeschroefd na weerstand in het Nederlands parlement. Enkele dagen later, op 3 oktober 2008, nam Maurice Lippens ook ontslag uit de raad van bestuur van Belgacom, wegens persoonlijke en gezondheidsredenen.
Op 13 januari 2010 maakte Jan de Wit, voorzitter van de Tijdelijke commissie onderzoek financieel stelsel, bekend dat Maurice Lippens niet wilde verschijnen voor de commissie die onderzoek doet naar de Kredietcrisis in Nederland.

### Overige activiteiten
Na het faillissement van luchtvaartmaatschappij Sabena in 2001 creëerde Lippens samen met Etienne Davignon een nieuwe Belgische luchtvaartmaatschappij, Brussels Airlines.
Hij was van 2001 tot 2017 bestuurder van de holding Groupe Bruxelles Lambert (GBL), met belangen in onder andere Total, Suez, Lafarge en Pernod Ricard. Hij was ook voorzitter van het benoemings- en renumeratiecomité en bekleedde namens GBL mandaten bij onder meer Total en Suez-Tractebel.
Lippens was van maart 2004 tot oktober 2008 lid van de raad van bestuur van Belgacom.
Van 2004 tot 2008 was hij voorzitter van de Commissie Corporate Governance. Hij werd in deze functie door Herman Daems opgevolgd.
Hij was tot april 2014 voorzitter van het familiale vastgoedbedrijf Compagnie Het Zoute. Lippens stond meer dan 30 jaar aan het hoofd van de Compagnie en werd in die functie door Bernard Jolly opgevolgd.
Lippens was ook bestuurder van het Kindermuseum en de Trilaterale Commissie. Daarnaast bekleedde hij ook bestuursmandaten bij de familiale ondernemingen Groupe Sucrier, Iscal Sugar en Finasucre.